# Enrique Erro
Enrique Erro (Montevideo, 14 de septiembre de 1912- París, 1 de octubre de 1984) fue un político uruguayo, perteneciente al Partido Nacional y luego al Frente Amplio.

## Biografía
Inició su actividad política como periodista en diarios de tendencia nacionalista, como El Debate y La Tribuna Popular. En las elecciones de 1954 obtuvo una banca de diputado, la que retuvo cuatro años después, al triunfar en los comicios el Partido Nacional.
En marzo de 1959 asumió el cargo de Ministro de Industria y Trabajo en el primer colegiado blanco. Sus discrepancias con las políticas seguidas por el nuevo gobierno, en particular la orientación económica, con la firma de la primera Carta de Intención con el FMI y la reforma cambiaria y monetaria, llevaron a su destitución en enero de 1960, al cabo de menos de un año de gestión. Retornó entonces a la Cámara de Diputados.
En 1962 acordó con el Partido Socialista y otros grupos menores, presentándose juntos bajo el nombre de Unión Popular en las elecciones de ese año. La votación no fue la esperada, pero Erro retuvo su banca de diputado. Cuatro años después, la Unión Popular volvió a obtener una votación reducida, y Erro perdió esta vez su puesto parlamentario.
En 1971 participó en la creación del Frente Amplio, fundando dentro de éste un grupo de extracción radical llamado "Patria Grande". En las elecciones de ese año fue elegido senador.
En 1973, la justicia militar, que un año antes, con la Ley de Seguridad del Estado, había asumido competencia en los procesos contra los integrantes de la guerrilla, pidió al Parlamento que se le retiraran los fueros parlamentarios, acusándolo de estar implicado en contactos con el Movimiento de Liberación Nacional - Tupamaros. El Parlamento rechazó tal solicitud, lo cual fue esgrimido como motivo puntual por el presidente Juan María Bordaberry para disolver las Cámaras, el 27 de junio de ese año.
Erro, que se encontraba en Argentina en el momento del golpe de Estado, no pudo regresar al país al ser requerido por la dictadura recién instalada. Permaneció en el país vecino, militando contra el régimen militar uruguayo junto a Zelmar Michelini, entre otros. Por estas actividades, el 7 de marzo de 1975 fue arrestado por el gobierno argentino, permaneciendo como detenido a disposición del Poder Ejecutivo Nacional argentino hasta el 5 de noviembre de 1976. En esa reclusión lo sorprendió la noticia del asesinato de Michelini y Héctor Gutiérrez Ruiz, en mayo de 1976.
Tras su liberación, Erro viajó a París, donde se radicó hasta su fallecimiento, víctima de leucemia, pocas semanas antes de las elecciones que pusieron fin a los once años de dictadura militar en Uruguay.